# Herrischried
Herrischried là một xã ở huyện Waldshut trong bang Baden-Württemberg thuộc nước Đức.